# 10 (число)
10 (де́сять, деся́тка) — Натуральне число між 9 і 11. Число десять це основа десяткової системи числення, яка на сьогодні найбільш поширена система чисел і для написання, і для рахування. Причиною такого вибору вважають те, що в людини 10 пальців на руках.

## Загальне використання і похідні терміни
- Колекцію з десяти елементів (зазвичай це стосується десяти років) називають декадою.
- Під збільшенням якоїсь величини на порядок зазвичай мають на увазі, що величина множиться на десять.

## Математика
- четверте трикутне число
- третє щасливе число
- десять це сума перших трьох простих чисел (2 + 3 + 5), перших чотирьох додатних цілих (1 + 2 + 3 + 4), а також перших чотирьох факторіалів (0! + 1! + 2! + 3!).
- 10 ділиться на 1, 2, 5.
- Сума цифр числа 10 — 1
- Добуток цифр числа 10 — 0
- Сума квадратів перших двох непарних чисел (10 = 1² + 3²)
- Число харшад.

## Музика
- Позначається інтервал децима
- Список Десятих симфоній

## Філософія
- Піфагорійці вважали 10 ідеальним числом, оскільки воно утворюється додаванням перших чотирьох чисел (1+2+3+4). Магічна фігура піфагорійців — тетраксис — складається з десяти точок.

## Інше
- Людина має 10 пальців на руках і стільки ж на ногах.
- У китайській астрології 10 небесних стовбурів відносяться до циклічної системи числення, яка також використовується для підрахунку часу.

## Дати
- 10 рік; 10 рік до н. е.; 2010 рік